# Ткаченко, Павел Дмитриевич (революционер)
Па́вел Дми́триевич Ткаче́нко (настоящее имя — Я́ков Я́ковлевич Анти́пов; 7 апреля 1901, станция Новосавицкая Херсонской губернии — 5 сентября 1926, Кишинёв) — активный деятель подпольного рабочего движения в Бессарабии в составе Румынии. Один из руководителей коммунистических организаций Бессарабии и Румынии. Партийные клички: Петря, Басарабяну, Хаим, Иван, Беспятый, Янкель, Стефан, Егозин, Влад, Гайда.

## Биография
Павел Ткаченко родился 7 апреля 1901 года на станции Новосавицкой Херсонской губернии (ныне Слободзейский район Приднестровья) в семье железнодорожного служащего Якова Антипова. Мать — Смарагда Димитриевна Антипова, греческо-сербского происхождения из города Рени. Революционную деятельность начал в 1915 году в Бендерах, где жил с родителями с однолетнего возраста. C 1916 года учился в университете в Петрограде, где также участвовал в революционном движении. Ещё в августе 1917 года вступил в Красную гвардию. С 1918 года — член РКП(б). В октябре 1919 года был избран членом Бессарабского подпольного обкома РКП(б), а в 1920 году его секретарём. По инициативе Ткаченко и под его руководством в Кишинёве были созданы подпольные типографии. Он был редактором газет «Бессарабский коммунист» и «Болшевикул басарабян». Участвовал в создании комсомольской организации и революционных профсоюзов Бессарабии, в организации многих рабочих политических выступлений против румынского режима.
Вместе с Самуилом Бубновским был обвиняемым в ходе «Процесса 270-ти». Против процесса в мировой прессе поднялась волна протеста. Видный деятель румынского рабочего движения Александру Доброджану-Геря писал в газете «Сочиализмул» о несостоятельности обвинений, предъявленных Павлу Ткаченко и Самуилу Бубновскому: «…Сегодня можно уже говорить об окончании чудовищного процесса, состряпанного из десятков дел путём насилия над любыми правовыми нормами и разумом, — процесса, который ни на минуту не переставал быть чудовищным…». Румынским властям под давлением общественности пришлось освободить большинство обвиняемых, однако Бубновский и Ткаченко были осуждены, но через некоторое время им удалось бежать из-под стражи. Ткаченко был заочно приговорён к смертной казни.
В марте 1921 года участвовал в подготовке и проведении Ясской конференции большевистской организации Бессарабии, коммунистических групп «Старого королевства», Трансильвании, Добруджи, Буковины и Баната, на которой избран членом временного ЦК Коммунистической партии Румынии.
В начале 1924 года вместе с Григорием Котовским и другими коммунистами подписал письмо-ходатайство от имени народных масс в ЦК РКП(б) о создании МАССР. На третьем съезде КПР, состоявшемся в августе 1924 года в Вене, был избран членом ЦК КПР. После съезда Ткаченко вернулся в Румынию, где работал в Политбюро ЦК КПР.
15 августа 1926 года Павел Ткаченко был арестован в Бухаресте, подвергнут жестоким пыткам, затем перевезён в Кишинёв и расстрелян в районе Вистерничен.

## Память
В 1958 году именем Ткаченко была названа бывшая улица Свечная в Кишинёве и кинотеатр. На пересечении улицы Ткаченко с проспектом Ленина (ныне бульвар Штефана чел Маре) перед гостиницей «Интурист» в честь основанной Ткаченко подпольной большевистской типографии был установлен мемориальный знак с его барельефным портретом. После распада СССР улица Ткаченко была переименована в улицу Чуфля.
Именем Ткаченко названа улица в Луганске.
Имя Павла Ткаченко носит одна из центральных улиц и Дворец культуры в Бендерах.
9 апреля 1961 года в городе Бендеры был открыт памятник Павлу Ткаченко в честь 60-летия со дня рождения видного деятеля подпольного коммунистического движения Бессарабии и Румынии, активного участника Бендерского вооружённого восстания.
Сооружён на средства, собранные комсомольцами и молодёжью города Бендеры и прилегающих районов. До 1972 года размещался на привокзальной площади, затем был перенесён на площадь перед Дворцом культуры им. Павла Ткаченко.
- Скульпторы: Н. М. Эпельбаум, Б. П. Эпельбаум-Марченко.
- Архитектор: С. М. Шойхет.

За скульптурный портрет П. Д. Ткаченко И. Д. Китман был удостоен Премии комсомола Молдавии имени Бориса Главана за 1968 год.
В Тирасполе был установлен бюст известного борца против оккупации Бессарабии.
Также бюст Павла Ткаченко установлен в селе Сагайдак, Чимишлийского района, Республики Молдова, между зданием Дома культуры ( клуба) и зданием местного самоуправления, примэрия, рядом с памятником погибшим во Второй мировой войне. До 1991 года бюст находился в 100 метрах восточнее, перед входом в Дом культуры ( клуб). Координаты 46.658329, 28.844164.